# Oscar Víctor Trossero
Oscar Víctor Trossero (Gödeken, Santa Fe, Argentina; 15 de septiembre de 1953 - Rosario, Santa Fe, Argentina; 12 de octubre de 1983) fue un futbolista argentino. Jugaba como delantero y su primer equipo fue Boca Juniors. Su último club fue River Plate.

## Trayectoria

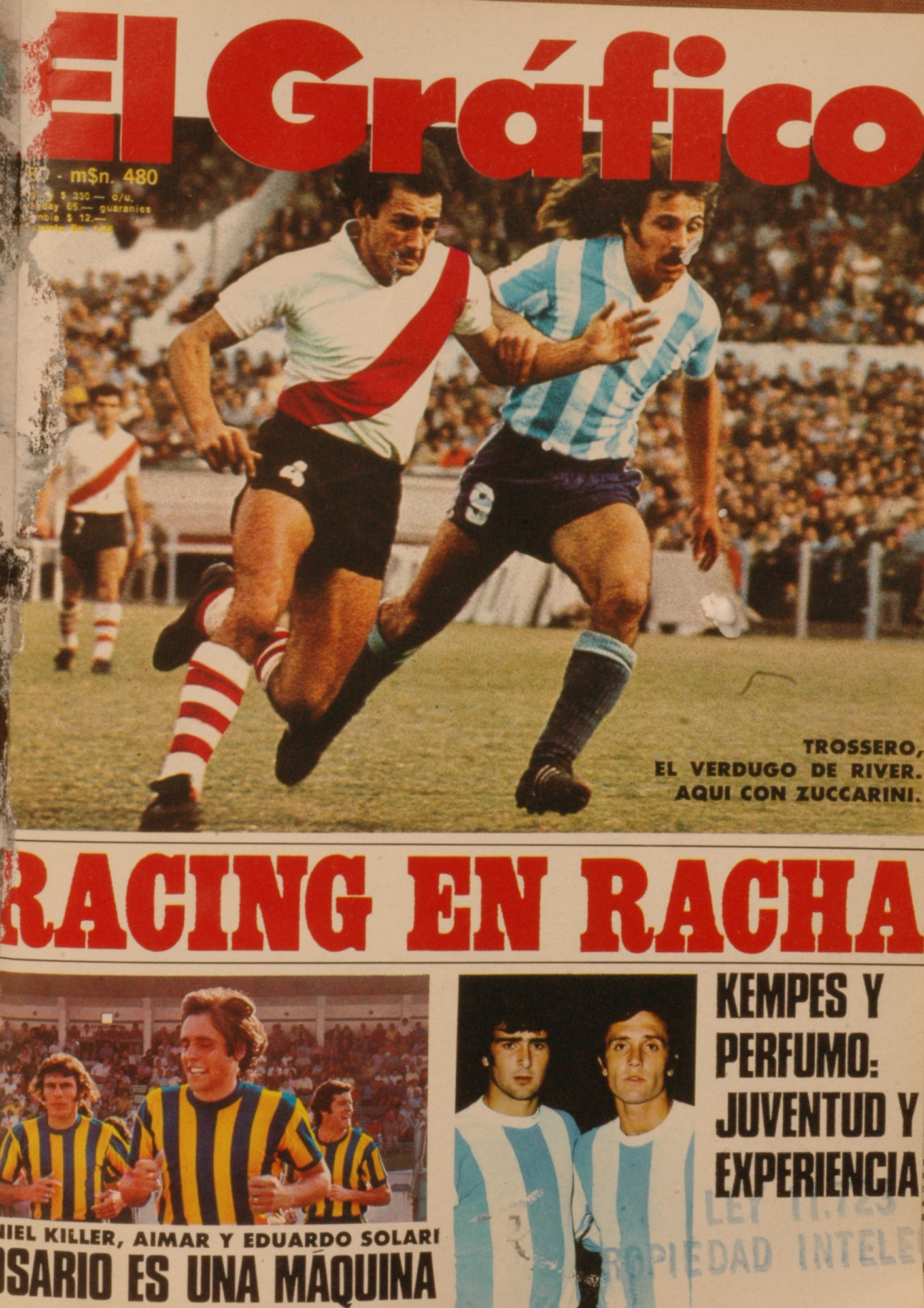
Trossero con Zuccarini en 1974

Trossero fue un delantero que se caracterizaba por su buen pique corto. Surgido de las inferiores de Boca Juniors, debutó con la camiseta xeneize el 25 de junio de 1972 en la derrota 3-1 ante Racing. Sin demasiado lugar en el equipo de la ribera, siguió su carrera justamente en la Academia, donde comenzó a demostrar sus condiciones.
Sin embargo, su verdadera explosión se produjo en Unión de Santa Fe, club al que llegó en 1975 para formar parte del inolvidable equipo que armó Juan Carlos Lorenzo. Los 58 goles que convirtió en 125 partidos con la rojiblanca le sirvieron dar el salto al fútbol europeo, más precisamente a FC Nantes, donde se consagró campeón de Copa y Liga. Luego fue transferido a AS Monaco y cerró su paso por el fútbol francés vistiendo la camiseta de Montpellier.
A principios de 1983 regresó a Argentina para sumarse a River Plate, club donde jugó sus últimos partidos hasta su inesperado fallecimiento poco tiempo después de haber cumplido 30 años de edad. A lo largo de su carrera convirtió un total de 121 goles en 297 partidos jugados.

### Fallecimiento
El 12 de octubre de 1983, luego de la derrota de River Plate 2-1 ante Rosario Central, Trossero llegó al vestuario visitante del Gigante de Arroyito y se desplomó mientras se duchaba. Pese a los intentos de reanimación efectuados en el lugar y su posterior traslado al hospital, a las 22:15 de ese día se confirmó su fallecimiento. La causa oficial de muerte fue un aneurisma cerebral.

## Clubes
| Club              | País      | Año       |
| ----------------- | --------- | --------- |
| Boca Juniors      | Argentina | 1972      |
| Racing Club       | Argentina | 1973-1974 |
| Unión de Santa Fe | Argentina | 1975-1978 |
| FC Nantes         | Francia   | 1978-1980 |
| AS Monaco         | Francia   | 1980-1981 |
| Montpellier HSC   | Francia   | 1981-1982 |
| River Plate       | Argentina | 1983      |

## Palmarés

### Campeonatos nacionales
| Título          | Club      | País    | Año  |
| --------------- | --------- | ------- | ---- |
| Coupe de France | FC Nantes | Francia | 1979 |
| Ligue 1         | FC Nantes | Francia | 1980 |